# Riner
Riner là một đô thị trong tỉnh Lérida, cộng đồng tự trị Cataluña Tây Ban Nha. Đô thị Riner có diện tích là 47,1 ki-lô-mét vuông, dân số năm 2009 là 292 người với mật độ 6,2 người/km². Đô thị Riner có cự ly km so với tỉnh lỵ Lérida.